# ジャック・ネッケル

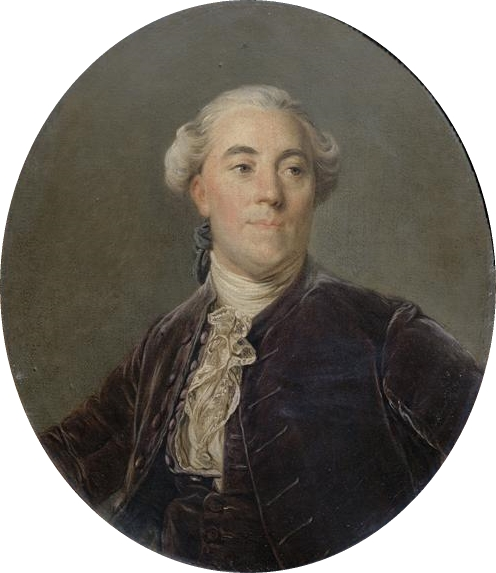
ジョゼフ・デュプレシの原作に基づく肖像画、1781年ごろ。

ジャック・ネッケル（Jacques Necker, 1732年9月30日 - 1804年4月9日）は、フランス革命前夜に活動したフランス王国の銀行家、政治家。

## 略歴

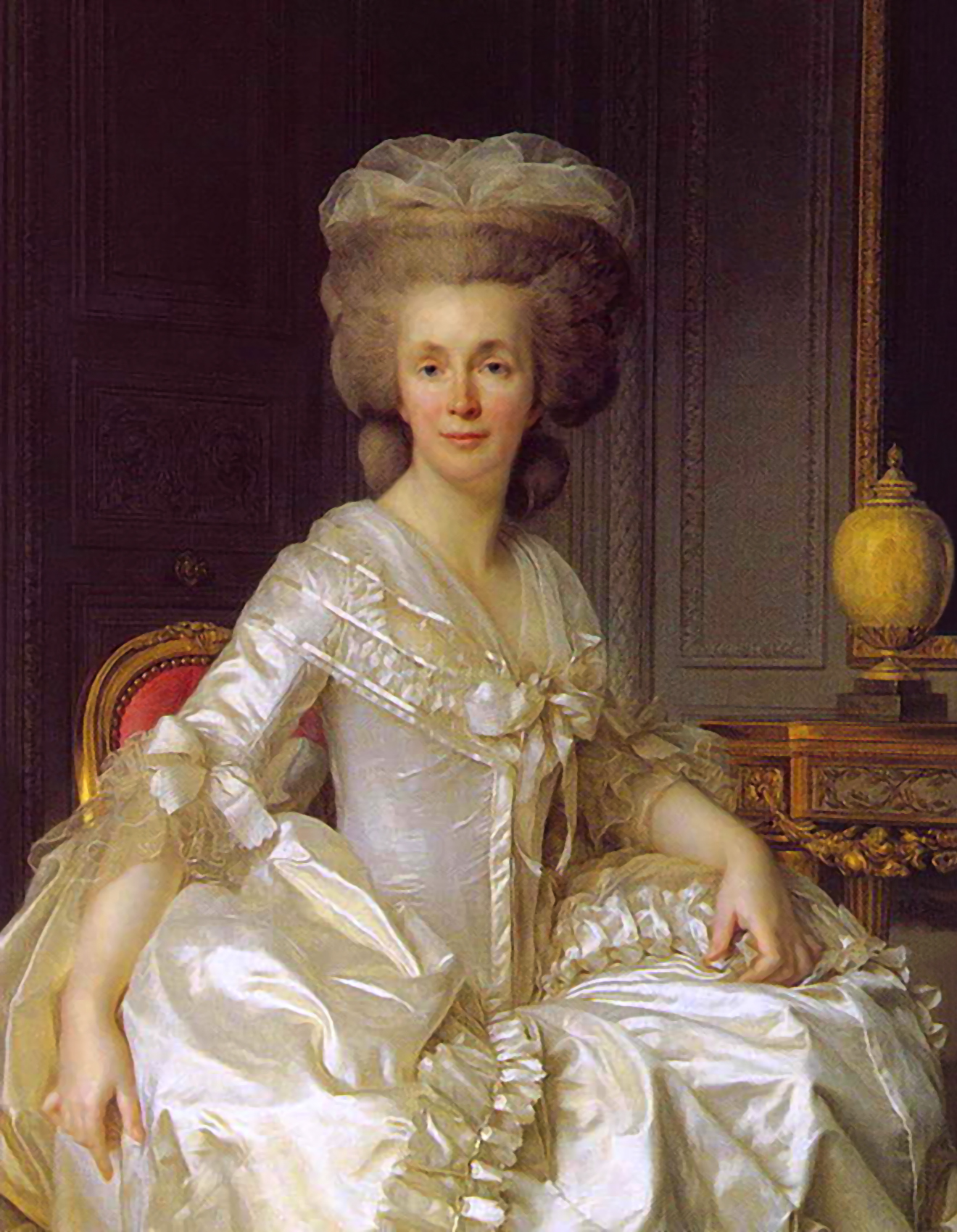
ネッケルの妻スザンヌ。

父親はプロイセン王国領キュストリンの出身で、スイスのジュネーヴで公法の教授であった。ネッケルはジュネーヴで生まれ、1747年にパリに出て、銀行家として成功した。彼は貴族ではなくブルジョワであったため、フランスでは第三身分であり、一般庶民には人気があった。
1773年に『コルベール讃』を発表しアカデミー・フランセーズに顕彰される。続いて1775年に『立法と穀物取引についての試論』を発表し、当時の財務総監テュルゴーの穀物取引自由化政策を批判した。1776年10月にテュルゴーの失脚をうけて後任に就任する。すでにフランス財政は火の車であり、財政立て直しのため、国王ルイ16世に請われての就任だった。ネッケルは外国人だったため、財務総監ではなく財務長官という肩書きであったが、財務長官の実質的な権限は財務総監と同じであった。

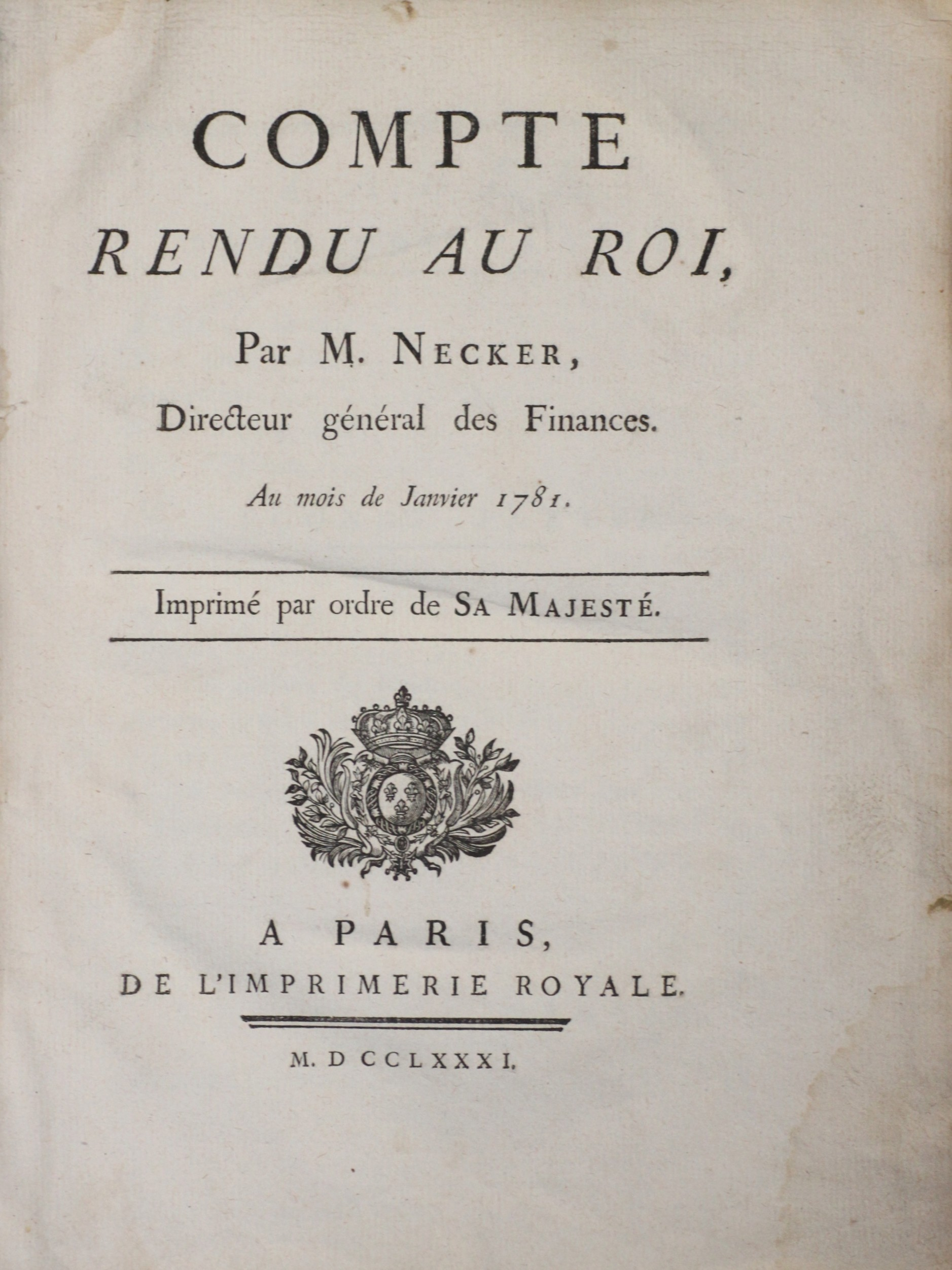
『国王への財政報告書』の表紙。

1781年に『国王への財政報告書』を公表して、直後に罷免された。公的には同作の公表により罷免されたが、実際の理由は王妃マリー・アントワネットが寵臣ギヌ公に利益供与する計画を阻止したためとされる。
1784年、『フランスの財務行政について』を発表した。国政では後任のカロンヌ、ロメニー・ド・ブリエンヌらが、特権階級である貴族への課税を試みた結果、失敗して辞任するに至り、1788年に再びネッケルの登板が求められた。ネッケルはそこで、世論を味方につけて財政改革を行おうと考え、三部会の開催を就任の条件とした。一向に改革が進行しない状況にルイ16世も焦り、三部会の開催を許可する。しかし財政改革は、利権を手放すことを拒否した保守派貴族たちによって阻止された。
しかし三部会議決方式などで第三身分に有利にするよう働きかけたことで、革命的と考えられ、1789年7月11日に財務長官職を解任され、出国を命じられた。ネッケル解任の知らせは、7月14日の民衆によるバスティーユ襲撃が起きた要因の一つである。7月16日、バスティーユ襲撃を受けて再び財務長官に就任するが、ミラボー伯爵やラファイエット侯爵との協力を拒否して、民衆の支持を失っていく。1790年9月に辞職し、生まれ故郷のジュネーヴ近郊のコペに引退する。
従弟にアルバート・ギャラティン、娘に文人として活躍したスタール夫人（アンヌ・ルイーズ・ジェルメーヌ・ネッケル）がいる。

## 著作
- 『コルベール讃』（1773年）
- 『立法と穀物取引についての試論』（1775年）
  - 日本語訳：『穀物立法と穀物取引について』 大津真作訳者代表（近代社会思想コレクション：京都大学学術出版会、2021年）
- 『国王への財政報告書』（1781年）
- 『フランスの財務行政について』（1784年）